# ディズニー・グランド・カリフォルニアン・ホテル&スパ
ディズニー・グランド・カリフォルニアン・ホテル&スパ（Disney's Grand Californian Hotels & Spa）は、アメリカアナハイムのディズニーランド・リゾート内のディズニー・カリフォルニア・アドベンチャーに隣接するディズニーホテルである。

## 概要
ディズニー直営の公式ディズニーホテルであり、2001年にディズニーランド・リゾートの大幅な拡張計画の一環として建設された。
ホテル内に第2パークの「ディズニー・カリフォルニア・アドベンチャー・パーク」への専用エントランスや商業施設の「ダウンタウン・ディズニー」（東京ディズニーリゾートでいう「イクスピアリ」のようなもの）へ直結した専用入口があるのが最大の特徴となっている。
同類のディズニーホテルならアメリカフロリダ州オーランドにある世界最大のパークウォルト・ディズニー・ワールド・リゾート内にある「ディズニー・グランド・フロリディアン・リゾート&スパ」がある。
ディズニー・バケーション・クラブ内の類にも入っている。

## モデル
ホテルは、北カリフォルニアの建築様式を再現しており、20世紀初頭のアーツ・アンド・クラフツ時代を体験できるようにデザインされている。

## 客室のランク
東京ディズニーシー（東京ディズニーリゾート）の東京ディズニーシー・ホテルミラコスタと同じように、グランド・カリフォルニアン・ホテルでも、部屋から見える景色によってランク（宿泊代）が分かれている。
一番安い「スタンダード・ビュー」は駐車場付近、「ウッド・コートヤード・ビュー」はホテルの中庭、「デラックス・パーシャル・ビュー」はパークやダウンタウン・ディズニーの一部、「プレミアム・ビュー」はホテルやパークの景色を鑑賞することができる。

## 娯楽施設
プールスライドやジェットスパを備えた多彩なプールの中から、ゲスト自身が選択できる。ファウンテン・プールの穏やかなオアシス、壮大なレッドウッド・プール、爽やかなマリポーサ・プールなど、さまざまなプールが揃っており、ファミリー層に人気である。追加料金でプライベート・カバナを使用でき、薄型テレビやその他のアメニティを利用可能となっている。

## レストランの種類
2軒の本格的レストランでグルメ料理や家族で食事を取ることができる。 

### ナパ・ローズ
ロマンチックな雰囲気で、受賞歴を誇るワインと季節ごとの料理が特徴である。

### ストーリーテラス・カフェ
人気なディズニーキャラクターとのキャラクター・ダイニングやビュッフェが楽しめる Storytellers Cafe (ストーリーテラス・カフェ) での食事は、ファミリー層に人気となっている。